# Simboli sabiani
I simboli sabiani sono 360 immagini simboliche collegate ciascuna ad un grado dello zodiaco, che sarebbero stati elaborati tramite visioni della sensitiva statunitense Elsie Wheeler, in collaborazione con l'astrologo Marc Edmund Jones, negli anni venti.

## Descrizione
La serie dei simboli è stata descritta e aggiornata dall'astrologo franco-canadese Dane Rudhyar, al quale si deve anche una pubblicazione sul tema.
I simboli vengono utilizzati in astrologia, in relazione in particolare al grado specifico dell'ascendente e indicherebbero una specifica "linea del destino" per la persona.
Esistono anche altre serie di simboli per i 360 gradi dello Zodiaco: la più antica è quella del "Calendario tebaico egizio", mentre un'altra sarebbe di origine indù e sarebbe stata diffusa in Europa nel Rinascimento attraverso l'opera La Volasfera, dell'astrologo Antonio Borelli, in seguito ripresa dall'inglese Sepharial. Queste due serie, coerenti tra loro furono sintetizzate nella prima metà del XX secolo dall'astrologa francese Jeanne Duzea, nota come Janduz. Un'altra serie di immagini simboliche sarebbe stata elaborata ugualmente da soggetti sensitivi e dall'astrologo gallese Charubel (alias John Thomas).